# Gemeinsame Kommission für den Dialog zwischen der römisch-katholischen und der orthodoxen Kirche
Die Gemeinsame Internationale Kommission für den theologischen Dialog zwischen der römisch-katholischen Kirche und der orthodoxen Kirche besteht aus hochrangigen Amtsträgern und Theologen, welche die römisch-katholische bzw. die orthodoxen Kirchen vertreten. Gebildet wurde die Kommission kraft einer gemeinsamen Erklärung Papst Johannes Pauls II. und des Ökumenischen Patriarchen von Konstantinopel Demetrios I., die am 30. November 1979 in Istanbul  veröffentlicht wurde. 1980 begann die Kommission ihre Arbeit in Form eines Treffens auf Patmos und Rhodos. Seitdem wurden 15 Plenarversammlungen abgehalten, die 1982 in München, 1984 auf Kreta, 1986 und 1987 in Bari, 1988 in Valamo, 1990 in Freising, 1993 im Kloster Balamand, 2000 in Baltimore, 2007 in Ravenna, 2016 in Chieti und 2023 in Alexandrien stattfanden. Die Kommission veröffentlichte seit 1982 eine Reihe von theologischen Dokumenten, in denen Gemeinsamkeiten und verbleibende Unterschiede herausgearbeitet wurden.
- Das Geheimnis der Kirche und der Eucharistie im Licht des Geheimnisses der Heiligen Dreifaltigkeit. 1982.[1]
- Glaube, Sakramente und Einheit der Kirche. 1987.[2]
- Das Weihesakrament in der sakramentalen Struktur der Kirche, insbesondere die Bedeutung der apostolischen Sukzession für die Heiligung und die Einheit des Volkes Gottes. 1988.[3]

Nachdem der Fall des Kommunismus in Osteuropa ab 1988/89 den dortigen mit Rom unierten Kirchen größere Möglichkeiten der Entfaltung brachte, drängten die orthodoxen Teilnehmer darauf, sich speziell mit der Frage des Uniatismus zu beschäftigen. Ergebnis war das sogenannte Dokument von Balamand:
- Der Uniatismus – eine überholte Unionsmethode – und die derzeitige Suche nach der vollen Gemeinschaft. 1993.[4]

Obwohl in diesem gemeinsamen Dokument dem Modell des Uniatismus eine Absage erteilt wurde, geriet der Dialog anschließend in eine Krise, weil die orthodoxen Kirchen die römisch-katholische Kirche beschuldigten, keine ausreichenden Konsequenzen aus dieser Absage zu ziehen. Das Treffen in Baltimore im Jahre 2000 verlief nach heftigen Debatten ergebnislos. Es kam zu einer längeren Unterbrechung der Dialogarbeit, bis 2006 die Kommission in neuer Zusammensetzung ihre Arbeit wieder aufnahm. Bei den drei letzten Plenarsitzungen wurden wieder theologische Dokumente verabschiedet, die auf direktere Weise dem Ziel einer Einheit der Kirche dienen sollen:
- Ekklesiologische und kanonische Konsequenzen der sakramentalen Natur der Kirche: Kirchliche Communio, Konziliarität und Autorität. Ravenna 2007[5]
- Synodalität und Primat im ersten Jahrtausend: Auf dem Weg zu einem gemeinsamen Verständnis im Dienst an der Einheit der Kirche.Chieti 2016[6]
- Synodalität und Primat im zweiten Jahrtausend und heute. Alexandrien 2023[7]

Bei der Plenarsitzung 2007 verließ die Delegation der Russisch-Orthodoxen Kirche das Treffen aus Protest gegen die Beteiligung der Estnischen Apostolischen Orthodoxen Kirche. Sie hat die Mitarbeit bislang nicht wieder aufgenommen. Auch das Griechisch-Orthodoxe Patriarchat von Antiochien, die Serbisch-Orthodoxe Kirche und die Bulgarisch-Orthodoxe Kirche nahmen an der Plenarsitzung 2023 nicht teil.